# Віттлінген
Віттлінген (нім. Wittlingen) — громада в Німеччині, знаходиться в землі Баден-Вюртемберг. Підпорядковується адміністративному округу Фрайбург. Входить до складу району Леррах.
Площа — 4,50 км2. Населення становить 912 ос. (станом на 31 грудня 2020).